# Allinges
Allinges är en kommun i departementet Haute-Savoie i regionen Auvergne-Rhône-Alpes i sydöstra Frankrike. Kommunen ligger i kantonen Thonon-les-Bains-Ouest som tillhör arrondissementet Thonon-les-Bains. År 2022 hade Allinges 4 938 invånare.

## Befolkningsutveckling
Antalet invånare i kommunen Allinges
| Referens: INSEE |